# Анрі Леон Лебег
Анрі Леон Лебег (фр. Henri Léon Lebesgue; 28 червня 1875, Бове, департамент Уаза — 26 липня 1941, Париж) — французький математик, член Паризької АН (1922). Професор Паризького університету (з 1910).
Найбільш відомий як автор теорії інтегрування (т. зв. інтеграл Лебега), яка узагальнила звичний уже інтеграл Рімана на ширший клас функцій. Інтеграл Лебега знайшов широке застосування в теорії ймовірності.

## Біографія
Анрі Лебег народився 28 червня 1875 р. у сім'ї робітника друкарні міста Бове, розташованого поблизу Парижу. Батько його був людиною освіченою. Мати працювала викладачем початкової школи. У них була строго підібрана домашня бібліотека, яка зіграла не останню роль в залученні хлопчика до світу точних наук. Батько рано помер, і лише надання Анрі Леону стипендії муніципалітетом Бове дозволило йому, по завершенню початкової освіти, вчиться в міському коледжі. Дев'ятнадцяти років Анрі Лебег вступив у Вищу нормальну школу. Після її закінчення в 1897 р. інституту Лебег отримав кваліфікацію викладача середньої школи з математичних предметів. Він, проте, залишився в Нормальній школі ще на два роки помічником бібліотекаря, щоб мати вільний доступ до наукової літератури і час для її глибокого вивчення. Він дійсно опанував багато питань старих і нових розділів класичного аналізу за першоджерелами. Особливу увагу Лебег приділяв початкам теорії випрямлення кривих і квадратури поверхонь та корінним проблемам і суперечностям, що вже винили в них через невідповідність примітивних функцій невизначеним інтегралам. Проблеми кратного інтегрування і теоретико-множинний підхід до них, тригонометричні ряди і неможливість беззастережної інтеграції рядів з обмеженими в сукупності членами, спеціальне вивчення інтегралів Дарбу і представлення неперервних функцій невизначеними інтегралами — все опинилося у полі зору дослідника. З 1899 Лебег протягом трьох років працював викладачем математики в Центральному ліцеї Нансі.
Відразу після захисту докторської дисертації, в 1902 він прибув на роботу в університет м. Ренн. Там він читав лекції на медичному факультеті. Водночас його запросили прочитати лекції в Колеж де Франс, що стало початком визнання його наукових заслуг. У 1906 Лебег пройшов по конкурсу університету м. Пуатьє на посаду доцента. Того ж року він став професором університету. 1903—1910 — найплідніший період в житті Лебега. За ці роки опублікована майже третина всіх його наукових праць. У 1910 Лебега запросили до Паризького університету. До 1919 він працював там лектором на природничому факультеті Сорбонни, а в 1920 його обрали професором цього факультету. 1912 став роком офіційного визнання наукових заслуг Лебега Французькою академією наук. Під час першої світової війни був головою математичної комісії Служби винаходів, освіти й наукового експерименту. Лебег розв'язав проблему визначення й уточнення траєкторій снарядів. Під його керівництвом було складено збірку траєкторій, за що його нагородили орденом Почесного легіону.
1921 року Лебег залишив Сорбонну. Його обрали професором Колеж де Франс. Там він вжив заходів щодо модернізації класичних навчальних курсів з математики, до їхнього оновлення у світлі новітніх теорій. З 1922 почалася академічна діяльність Лебега. Того року він був обраний в Паризьку Академію наук замість померлого К. Жордана. 
Анрі Лебег був чудовим батьком і доброю людиною. У нього було двоє детей — дочка Сюзана і син Жак. У 1940 р. під час Другої світової війни рідний будинок Лебега в м. Бове було зруйновано. Ще відчутнішим ударом, від якого математик вже не зміг отямитися, стала нацистська окупація Франції, що глибоко уразило відчуття національної гордості Лебега; він замкнувся в собі. Похмура дійсність сприяла загостренню його хвороби. 26 липня 1941 його не стало.

## Досягнення в математиці

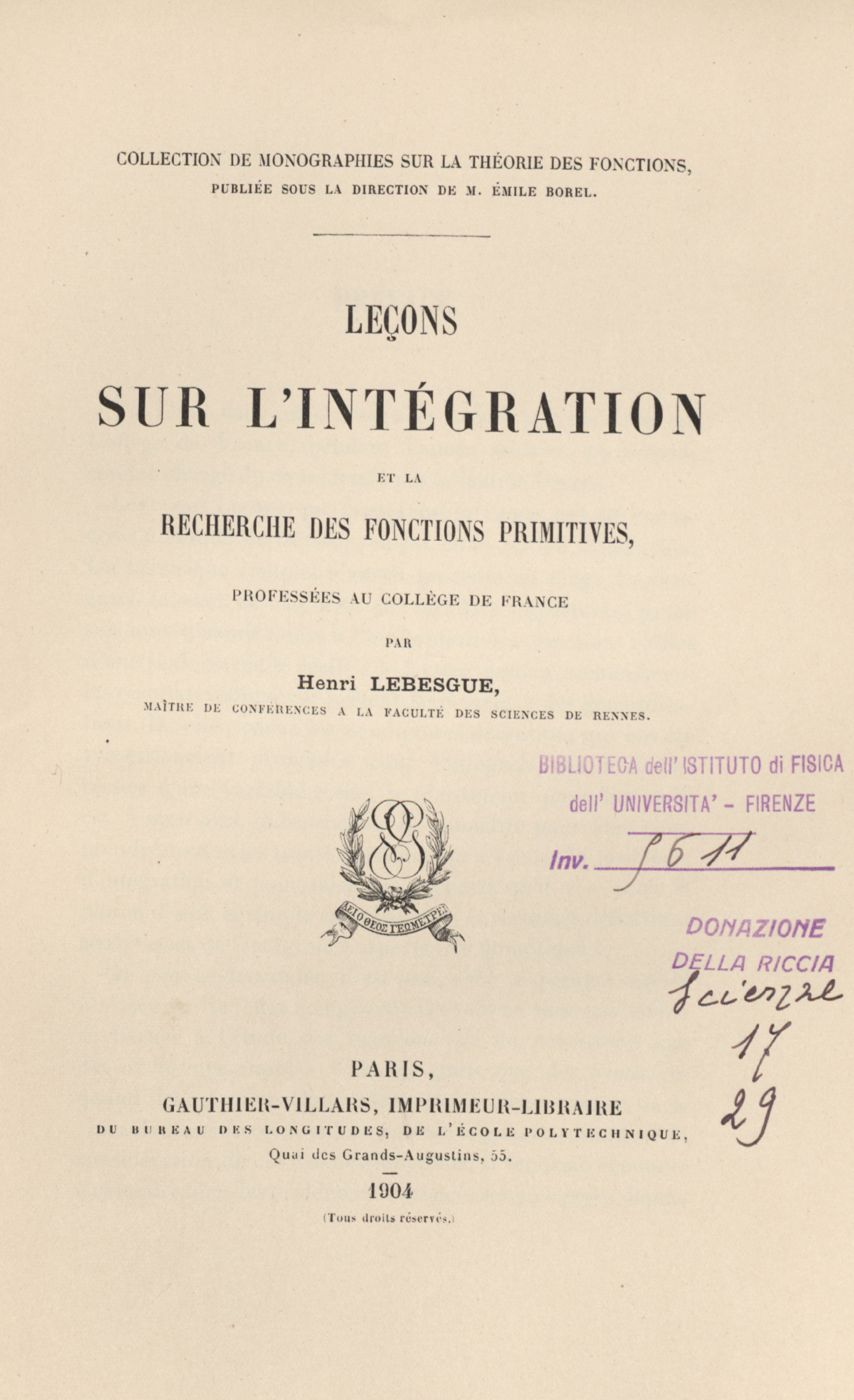
Leçons sur l'integration et la recherche des fonctions primitives, 1904

Перші дослідження Лебега стосувалися рядів Фур'є. Пізніше він зацікавився теорією інтегрування. Лебег вважається одним із засновників сучасної теорії функцій дійсної змінної. Створив теорію міри, упровадив поняття вимірної функції, ввів нове визначення інтеграла (інтеграл Лебега), завдяки чому стало можливим інтегрування надзвичайного широкого класу функцій. Досліджував можливість аналітичного зображення функцій. Написав роботи по теорії розмірності; довів існування функцій всіх класів класифікації Бера; отримав важливі результати геометричного й топологічного характеру; досліджував питання теорії функцій, множин і теорії диференціювання. У теорії функцій і у функціональному аналізі широко відомі такі поняття, як міра Лебега, інтеграл Лебега, інтеграл Лебега—Стілтьєса, Лебегівські множини.